# Гемптон (Вірджинія)
Гемптон (англ. Hampton) — незалежне місто в США,  в штаті Вірджинія. Населення — 137 148 осіб (2020).

## Географія
Гемптон розташований за координатами 37°2′53″ пн. ш. 76°17′50″ зх. д. / 37.04806° пн. ш. 76.29722° зх. д. ( 37.048030, -76.297149).  За даними Бюро перепису населення США в 2010 році місто мало площу 353,01 км², з яких 133,16 км² — суходіл та 219,85 км² — водойми.

## Демографія
Згідно з переписом 2010 року, у місті мешкало 137 436 осіб у 55 031 домогосподарстві у складі 35 061 родини. Густота населення становила 389 осіб/км².  Було 59566 помешкань (169/км²).
Расовий склад населення:
| - 49,6 % — чорних або афроамериканців - 42,7 % — білих - 2,2 % — азіатів - 0,4 % — корінних американців - 0,1 % — вихідців з тихоокеанських островів - 1,3 % — осіб інших рас |

До двох чи більше рас належало 3,7 %. Іспаномовні складали 4,5 % від усіх жителів.
За віковим діапазоном населення розподілялося таким чином: 22,8 % — особи молодші 18 років, 64,9 % — особи у віці 18—64 років, 12,3 % — особи у віці 65 років та старші. Медіана віку мешканця становила 35,5 року. На 100 осіб жіночої статі у місті припадало 91,7 чоловіків;  на 100 жінок у віці від 18 років та старших — 88,1 чоловіків також старших 18 років.
Середній дохід на одне домашнє господарство  становив 61 379 доларів США (медіана — 49 190), а середній дохід на одну сім'ю — 71 442 долари (медіана — 60 693). Медіана доходів становила 44 531 долар для чоловіків та 35 809 доларів для жінок. За межею бідності перебувало 15,3 % осіб, у тому числі 24,3 % дітей у віці до 18 років та 7,9 % осіб у віці 65 років та старших.
Цивільне працевлаштоване населення становило 60 826 осіб. Основні галузі зайнятості: освіта, охорона здоров'я та соціальна допомога — 22,8 %, виробництво — 11,8 %, роздрібна торгівля — 10,5 %, науковці, спеціалісти, менеджери — 10,4 %.

## Історія
З'явився 1610 року на березі Чесапикської затоки, у місцевості Гемптон-Роудс. Населення близько 145 тисяч людей, з яких білі складають 47,5%, афроамериканці 44,7%, інші 7,8% (2000).
Довгий час основним видом діяльності було господарство плантації та пов'язана з ними торгівля. Наприкінці XIX — початку ХХ століття місто пережило бурхливий період міжрасових зіткнень. Відоме емансипаційне дерево, під яким колишні негри-раби отримували заборонену освіту, збереглося до наших днів.
30 березня 1908 року Гамптон був виділений з округу Елізабет-Сіті та став незалежним містом.

## Відомі особистості
В поселенні народився:
- Джеймс Макклюрг (1746—1823) — американський лікар, політичний діяч.